# بيجارو (أسطورة)
بیجارو (بالإنجليزية: Biggarro)‏ في الأساطير الأسترالية ثعبان استرالي مساعد الإنسان للوصول إلى أرض الروح، وهو على النقيض من حية السجاد الشريرة المسماة جومير.